# H.F.M. 2 (The Hunger for More 2)
H.F.M. 2 (The Hunger for More 2) is het derde album van Amerikaanse rapper Lloyd Banks.

## Tracklist
| #  | Nummer                        | Producer(s)               | Gast(en)                                        | Lengte |
| -- | ----------------------------- | ------------------------- | ----------------------------------------------- | ------ |
| 1  | "Take 'Em to War"             | Cardiak                   | Tony Yayo                                       | 3:29   |
| 2  | "Unexplainable"               | Cardiak                   | Styles P                                        | 4:15   |
| 3  | "Payback (P's and Q's)"       | Grandz Muzik; Bliz Money  | 50 cent                                         | 4:12   |
| 4  | "Home Sweet Home"             | Nick Speed                | Pusha T                                         | 3:59   |
| 5  | "Beamer, Benz, or Bentley"    | Prime                     | Juelz Santana                                   | 3:28   |
| 6  | "So Forgetful"                | Ryan Leslie               | Ryan Leslie                                     | 3:59   |
| 7  | "Father Time"                 | Greg “G’Sparkz” Ford, Jr. |                                                 | 3:25   |
| 8  | "Start It Up"                 | Cardiak                   | Swizz Beatz, Kanye West, Ryan Leslie & Fabolous | 4:49   |
| 9  | "Celebrity"                   | Dirk Pate                 | Akon                                            | 3:29   |
| 10 | "On the Double"               | The WatcherZ              |                                                 | 2:49   |
| 11 | "Any Girl"                    | Dready                    | Lloyd                                           | 3:31   |
| 12 | "I Don't Deserve You"         | J.U.S.T.I.C.E. League     | Jeremih                                         | 3:52   |
| 13 | "Sooner or Later (Die 1 Day)" | Frank Dukes               | Raekwon                                         | 3:31   |